# Décès en août 2025
Décès
- 2021
- 2022
- 2023
- 2024
- 2025
- 2026
- 2027
- 2028
- 2029

Pour une information complémentaire, voir la page d'aide.

| Date              | Nom                           | Activités                                                                                         | Âge   | Source |
| ----------------- | ----------------------------- | ------------------------------------------------------------------------------------------------- | ----- | ------ |
| 20 août           | Frank Caprio                  | Juge et homme politique americain.                                                                | 88    |        |
| 20 août           | Gérard Chaliand               | Géostratège et homme de lettres français.                                                         | 91    |        |
| 20 août           | Levan Gatchetchiladze         | Homme politique géorgien.                                                                         | 61    | (ka)   |
| 20 août           | Francesco Musotto             | Homme politique italien.                                                                          | 78    | (it)   |
| 19 août           | André Fort                    | Évêque catholique français.                                                                       | 89    |        |
| 19 août           | Razak Omotoyossi              | Footballeur international béninois.                                                               | 39    |        |
| 19 août           | Eemeli Peltonen               | Homme politique finlandais.                                                                       | 30    | (fi)   |
| 19 août           | Johan Vermeersch              | Footballeur puis homme d'affaires belge.                                                          | 73    |        |
| 18 août           | Issaâd Dhomar                 | Footballeur international algérien.                                                               | 92    |        |
| 18 août           | Tendai Ndoro                  | Footballeur international zimbabwéen.                                                             | 40    | (en)   |
| 18 août           | Jean Pormanove                | Streamer français.                                                                                | 46    |        |
| 18 août           | Guy-Patrick Sainderichin      | Scénariste, assistant réalisateur et acteur français.                                             | 75    |        |
| 17 août           | Joe Caroff                    | Graphiste américain.                                                                              | 103   |        |
| 17 août           | Niilo Halonen                 | Sauteur à ski finlandais, médaillé d'argent aux Jeux olympiques d'hiver de 1960.                  | 84    | (pl)   |
| 17 août           | Hans-Bert Matoul              | Footballeur international et entraîneur est-allemand.                                             | 80    | (de)   |
| 17 août           | Terence Stamp                 | Acteur britannique.                                                                               | 87    | (en)   |
| 16 août           | Vidadi Babanli                | Écrivain azerbaïdjan.                                                                             | 98    | (en)   |
| 16 août           | Pippo Baudo                   | Présentateur de télévision et animateur de radio italien.                                         | 89    | (it)   |
| 16 août           | Fernando Cruz                 | Footballeur international portugais.                                                              | 84    | (pt)   |
| 16 août           | Bob Simpson                   | Joueur de cricket australien.                                                                     | 89    | (en)   |
| 16 août           | Richard Tylinski              | Footballeur international français.                                                               | 87    |        |
| 16 août           | Berel Wein                    | Rabbin orthodoxe américain.                                                                       | 91    | (he)   |
| 15 août           | Heiko Bleher                  | Aventurier et ichtyologiste allemand.                                                             | 80    |        |
| 15 août           | Greg Iles                     | Romancier, scénariste et guitariste américain.                                                    | 65    | (en)   |
| 15 août           | Javier Lambán                 | Homme politique espagnol.                                                                         | 67    | (es)   |
| 15 août           | Walter Swennen                | Artiste-peintre belge.                                                                            | 79    | (it)   |
| 14 août           | Auro Enzo Basiliani           | Footballeur italien.                                                                              | 90    | (it)   |
| 14 août           | Jackie Bezos                  | Femme d'affaires américaine.                                                                      | 78    |        |
| 14 août           | Michael Castle                | Homme politique et avocat américain.                                                              | 86    | (en)   |
| 14 août           | Ingeborg Elzevier             | Actrice néerlandaise.                                                                             | 89    | (nl)   |
| 14 août           | Hansō Sōshitsu                | Grand maître de thé japonais.                                                                     | 102   | (ja)   |
| 14 août           | Nicanor Perlas                | Ingénieur agronome et militant altermonidialiste philippin.                                       | 75    | (en)   |
| 14 août           | Bernardo Ruiz                 | Coureur cycliste espagnol.                                                                        | 100   | (es)   |
| 14 août           | Mats Wahl                     | Écrivain suédois.                                                                                 | 80    | (sv)   |
| 13 août           | Nicolas Beaucaire             | Acteur français.                                                                                  | 52    |        |
| 13 août           | Frank Dangeard                | Homme d'affaires français.                                                                        | 67    |        |
| 13 août           | Sonallah Ibrahim              | Écrivain égyptien.                                                                                | 88    |        |
| 13 août           | Jacques Martial               | Acteur, metteur en scène et homme politique français.                                             | 69    |        |
| 13 août           | Tomo Sakurai                  | Seiyū japonaise.                                                                                  | 53    | (en)   |
| 13 août           | Michael Sloan                 | Scénariste et producteur américano-canadien.                                                      | 78    | (en)   |
| 13 août           | Gerry Spence                  | Avocat américain.                                                                                 | 96    | (en)   |
| 12 août           | Rodrigue Biron                | Homme politique et homme d'affaires canadien.                                                     | 90    |        |
| 12 août           | Tiébilé Dramé                 | Homme politique malien.                                                                           | 70    |        |
| 12 août           | René Escudié                  | Écrivain français.                                                                                | 86    |        |
| 12 août           | Christian Forestier           | Haut fonctionnaire français.                                                                      | 80    |        |
| 12 août           | Marcel Gagnon                 | Homme politique et agriculteur canadien.                                                          | 89    |        |
| 12 août           | Aisa Kirabo Kacyira           | Diplomate et femme politique rwandaise.                                                           | 59/60 | (en)   |
| 12 août           | Louis Leloup                  | Maître verrier belge.                                                                             | 96    |        |
| 12 août           | Pierre Louis-Calixte          | Acteur français.                                                                                  | 57    |        |
| 12 août           | Bob Maes                      | Homme politique belge.                                                                            | 100   | (nl)   |
| 12 août           | George Reid                   | Homme politique écossais.                                                                         | 86    | (en)   |
| 12 août           | Joseph Willy Romélus          | Évêque haïtien.                                                                                   | 94    |        |
| 11 août           | Celso Garrido Lecca           | Compositeur péruvien.                                                                             | 99    | (es)   |
| 11 août           | Claude Gasnal                 | Joueur français de basket-ball.                                                                   | 76    |        |
| 11 août           | Fadhel Jaziri                 | Acteur et réalisateur tunisien.                                                                   | 76-77 |        |
| 11 août           | Sheila Jordan                 | Chanteuse de jazz américaine.                                                                     | 96    | (en)   |
| 11 août           | Benő Káposzta                 | Footballeur international hongrois.                                                               | 83    | (hu)   |
| 11 août           | Mary Karooro Okurut           | Écrivaine et femme politique ougandaise.                                                          | 70    | (en)   |
| 11 août           | Sid Ali Lazazi                | Footballeur international algérien.                                                               | 67    |        |
| 11 août           | Marie-Mad                     | Illustratrice et scénariste française de bande dessinée.                                          | 102   |        |
| 11 août           | Andreï Ournov                 | Diplomate et homme d'État soviétique puis russe.                                                  | 87    | (ru)   |
| 11 août           | Miguel Uribe Turbay           | Homme politique colombien.                                                                        | 39    | (en)   |
| 10 août           | Iouri Boutoussov              | Metteur en scène soviétique puis russe.                                                           | 63    | (ru)   |
| 10 août           | Marc-André Charguéraud        | Historien franco-suisse.                                                                          | 100   |        |
| 10 août           | Nikolaï Golouchko             | Colonel général soviétique puis ukrainien.                                                        | 88    | (ru)   |
| 10 août           | Kunishige Kamamoto            | Footballeur international japonais.                                                               | 81    | (en)   |
| 10 août           | Narcisse Kouokam              | Humoriste, auteur de sketchs et chansonnier camerounais.                                          | 63    |        |
| 10 août           | Andreï Ournov                 | Diplomate et homme d'État soviétique puis russe.                                                  | 87    | (ru)   |
| 10 août           | Anas al-Sharif                | Journaliste palestinien.                                                                          | 28    | (en)   |
| 10 août           | Bobby Whitlock                | Musicien et auteur-compositeur-interprète de blues américain.                                     | 77    | (en)   |
| 9 août            | Mahmoud Farshchian            | Peintre iranien.                                                                                  | 95    |        |
| 9 août            | Ivan Krasko                   | Acteur soviétique puis russe.                                                                     | 94    | (ru)   |
| 9 août            | Mun Ki-nam                    | Entraîneur de football nord-coréen.                                                               | 76-77 | (ko)   |
| 9 août            | Stephanie Shirley             | Femme d'affaires britannique.                                                                     | 91    | (en)   |
| 9 août            | Nobuo Yamada                  | Chanteur japonais.                                                                                | 61    |        |
| 8 août            | Jamal Al-Qadiri Al-Boutchichi | Maître spirituel marocain.                                                                        | 83    |        |
| 8 août            | Arlindo Cruz                  | Chanteur et compositeur brésilien.                                                                | 66    | (pt)   |
| 8 août            | Gérard Fayolle                | Homme politique et essayiste français.                                                            | 87    |        |
| 8 août            | Estanislao Esteban Karlic     | Cardinal argentin.                                                                                | 99    | (es)   |
| 8 août            | William H. Webster            | Juriste et avocat américain.                                                                      | 101   | (en)   |
| 7 août            | François Chaslin              | Architecte français.                                                                              | 76    |        |
| 7 août            | Nemanja Đurić                 | Joueur puis entraîneur yougoslave de basket-ball.                                                 | 89    | (sr)   |
| 7 août            | Rosa Gauditano                | Photographe brésilienne.                                                                          | 70    | (pt)   |
| 7 août            | James Lovell                  | Astronaute américain.                                                                             | 97    |        |
| 7 août            | Luc Misson                    | Avocat belge.                                                                                     | 72    |        |
| 7 août            | Jean-Louis Riguet             | Écrivain français.                                                                                | 78    |        |
| 7 août            | Myint Swe                     | Homme d'État birman.                                                                              | 74    |        |
| 6 août            | Ðorđe Andrijašević            | Joueur puis entraîneur yougoslave de basket-ball.                                                 | 94    | (sr)   |
| 6 août            | Gianni Berengo Gardin         | Photographe et photojournaliste italien.                                                          | 94    | (it)   |
| 6 août            | Edward Omane Boamah           | Homme politique ghanéen.                                                                          | 50    | (en)   |
| 6 août            | Alain de Dieuleveult          | Historien et éditeur français.                                                                    | 99    |        |
| 6 août            | Ibrahim Murtala Muhammed      | Homme politique ghanéen.                                                                          | 50    | (en)   |
| 6 août            | Suleiman Obeid                | Footballeur international palestinien.                                                            | 41    |        |
| 6 août            | Eddie Palmieri                | Pianiste, compositeur et arrangeur américain.                                                     | 88    | (en)   |
| 6 août            | Sylvio Perlstein              | Bijoutier, diamantaire et collectionneur d'œuvres d'art belgo-brésilien.                          |       | (en)   |
| 5 août            | Jorge Costa                   | Footballeur international portugais.                                                              | 53    |        |
| 5 août            | Keïta Fatoumata Diallo        | Première dame du Mali.                                                                            | 82    |        |
| 5 août            | Ion Iliescu                   | Homme d'État roumain.                                                                             | 95    |        |
| 5 août            | Ove Kindvall                  | Footballeur international suédois.                                                                | 82    | (sv)   |
| 5 août            | John Laband                   | Écrivain et historien sud-africain.                                                               | 78    | (en)   |
| 5 août            | Enrico Lanzi                  | Footballeur et entraîneur italien.                                                                | 72    | (it)   |
| 5 août            | Jay Lorsch                    | Théoricien des organisations américain.                                                           | 92    | (en)   |
| 5 août            | Frank Mill                    | Footballeur international allemand, médaillé de bronze aux Jeux olympiques d'été de 1988.         | 67    |        |
| 5 août            | Snyder Rini                   | Homme d'État salomonais.                                                                          | 77    | (en)   |
| 5 août            | Francine Van Hove             | Peintre française.                                                                                | 83    |        |
| 4 août            | Marco Bonamico                | Joueur international italien de basket-ball, médaillé d'argent aux Jeux olympiques d'été de 1980. | 68    | (it)   |
| 4 août            | Tor Åge Bringsværd            | Écrivain norvégien.                                                                               | 85    | (no)   |
| 4 août            | Dominique Collignon-Maurin    | Acteur, auteur, musicien et metteur en scène français.                                            | 76    |        |
| 4 août            | Roland Courteau               | Homme politique français.                                                                         | 82    |        |
| 4 août            | Billy Howton                  | Joueur américain de football américain.                                                           | 95    | (en)   |
| 4 août            | Maurice McGregor              | Cardiologue et professeur québécois.                                                              | 105   | (en)   |
| 4 août            | Jane Morgan                   | Chanteuse américaine.                                                                             | 101   | (en)   |
| 4 août            | Talgat Moussabaïev            | Cosmonaute soviétique, puis kazakh.                                                               | 74    | (ru)   |
| 4 août            | Terry Reid                    | Guitariste et chanteur de rock britannique.                                                       | 75    | (en)   |
| 4 août            | James Whale                   | Animateur de radio, présentateur de télévision et auteur britannique.                             | 74    | (en)   |
| 3 août            | Elchin Afandiyev              | Écrivain, professeur et homme politique azerbaïdjanais.                                           | 82    | (en)   |
| 3 août            | Loni Anderson                 | Actrice américaine.                                                                               | 79    | (en)   |
| 3 août            | Nando Angelini                | Acteur italien.                                                                                   | 91    | (it)   |
| 3 août            | François Gouges               | Joueur de pétanque français.                                                                      | 83    |        |
| 3 août            | Michel Gratton                | Ingénieur et homme politique canadien.                                                            | 86    |        |
| 3 août            | Sylvain Hanquez               | Footballeur français.                                                                             | 67    |        |
| 3 août            | Stella Rimington              | Écrivaine et officier de renseignement anglaise.                                                  | 90    | (en)   |
| 3 août            | Margaret W. Rossiter          | Historienne des sciences et professeure américaine.                                               | 81    | (en)   |
| 3 août            | Tom Sawyer                    | Syndicaliste et homme politique du parti travailliste britannique.                                | 82    | (en)   |
| 3 août            | Ercole Spada                  | Designer automobile italien.                                                                      | 88    | (it)   |
| 2 août            | Jean-Pierre Allali            | Universitaire, journaliste et écrivain français.                                                  | 85    |        |
| 2 août            | Gérard Chaillou               | Acteur français.                                                                                  | 79    |        |
| 2 août            | Kelley Mack                   | Actrice américaine.                                                                               | 33    |        |
| 2 août            | Edson Perri                   | Joueur et entraîneur de water-polo brésilien.                                                     | 97    | (es)   |
| 2 août            | Hilary Weston                 | Femme d'affaires et écrivaine irlando-canadienne.                                                 | 83    | (en)   |
| 1er août          | Arif Babayev                  | Chanteur azerbaïdjanais.                                                                          | 87    | (az)   |
| 1er août          | Fleg                          | Caricaturiste canadien.                                                                           | 62    |        |
| 1er août          | Jonathan Kaplan               | Réalisateur américain.                                                                            | 77    | (en)   |
| date indéterminée | Eldar Chenguelaïa             | Réalisateur géorgien.                                                                             | 92    | (en)   |
| date indéterminée | Éric Colmet-Daâge             | Journaliste français.                                                                             |       |        |
| date indéterminée | Michel Fessler                | Réalisateur de cinéma et scénariste français.                                                     |       |        |
| date indéterminée | Dany Gignoux                  | Photographe et reporter suisse.                                                                   | 81    |        |